# Orofino
La ville américaine d’Orofino est le siège du comté de Clearwater, dans l’État de l’Idaho. Selon le recensement de 2010, sa population s’élève à 3 142 habitants.

## Histoire
Orofino est fondée en 1865 sur les rives de la Clearwater, lors de l'ouverture de la réserve des Nez-Percés à la colonisation blanche. La ville doit son nom à l’or trouvé dans les environs, oro fino signifiant « or fin » en espagnol. La ville s’est d’abord appelée Oro Fino.